# كونيغزيه
كونيغزي (بالألمانية: Königsee) هي مستوطنة تقع في ألمانيا في Königsee-Rottenbach.[بحاجة لمصدر]  يقدر عدد سكانها بـ 5,036 نسمة .

## المدن التوأمة
مدن هيرسون، Ansião، ارباخ در اودنوالد، يتشين، ناجيكانيزسا، Le Pont-de-Beauvoisin, Savoie وبولهايم (شمال الراين-وستفاليا) هي مدن توأمة لـكونيغزي.

## أعلام
- كلاوس رولر
- بيتر روث